# Largo di Santa Susanna
Largo di Santa Susanna, anche abbreviato in Largo Santa Susanna, è una piazza del centro storico di Roma, situata in parte nel rione Sallustiano e in parte in quello Trevi.

## Descrizione
La piazza deve il suo nome alla chiesa di Santa Susanna che, però si affaccia sull'adiacente e contigua Piazza San Bernardo, con cui il largo forma di fatto uno spazio unico. È in lieve discesa andando verso nord, dove è delimitata da dei palazzi in stile razionalista adibiti ad uso dirigenziale, che si affacciano sia su Via Barberini che su Via Bissolati. Sul lato meridionale della piazza si affaccia la Fontana del Mosè, mentre è attraversata da Via Venti Settembre, al cui angolo con la piazza si trova la Chiesa di Santa Maria della Vittoria (dove è custodita l'opera del Bernini Estasi di santa Teresa d'Avila). Dalla parte meridionale della piazza parte anche Via Vittorio Emanuele Orlando che conduce direttamente a Piazza della Repubblica. 
Poco dopo la presa di Roma nel 1870, fu ordinata la costruzione del Palazzo Canevari in stile Liberty, sede all'epoca dell'Ufficio Geologico Nazionale. Dal 1997 al centro della piazza è presente un'opera artistica di Pietro Consagra che raffigura il mito di Giano.

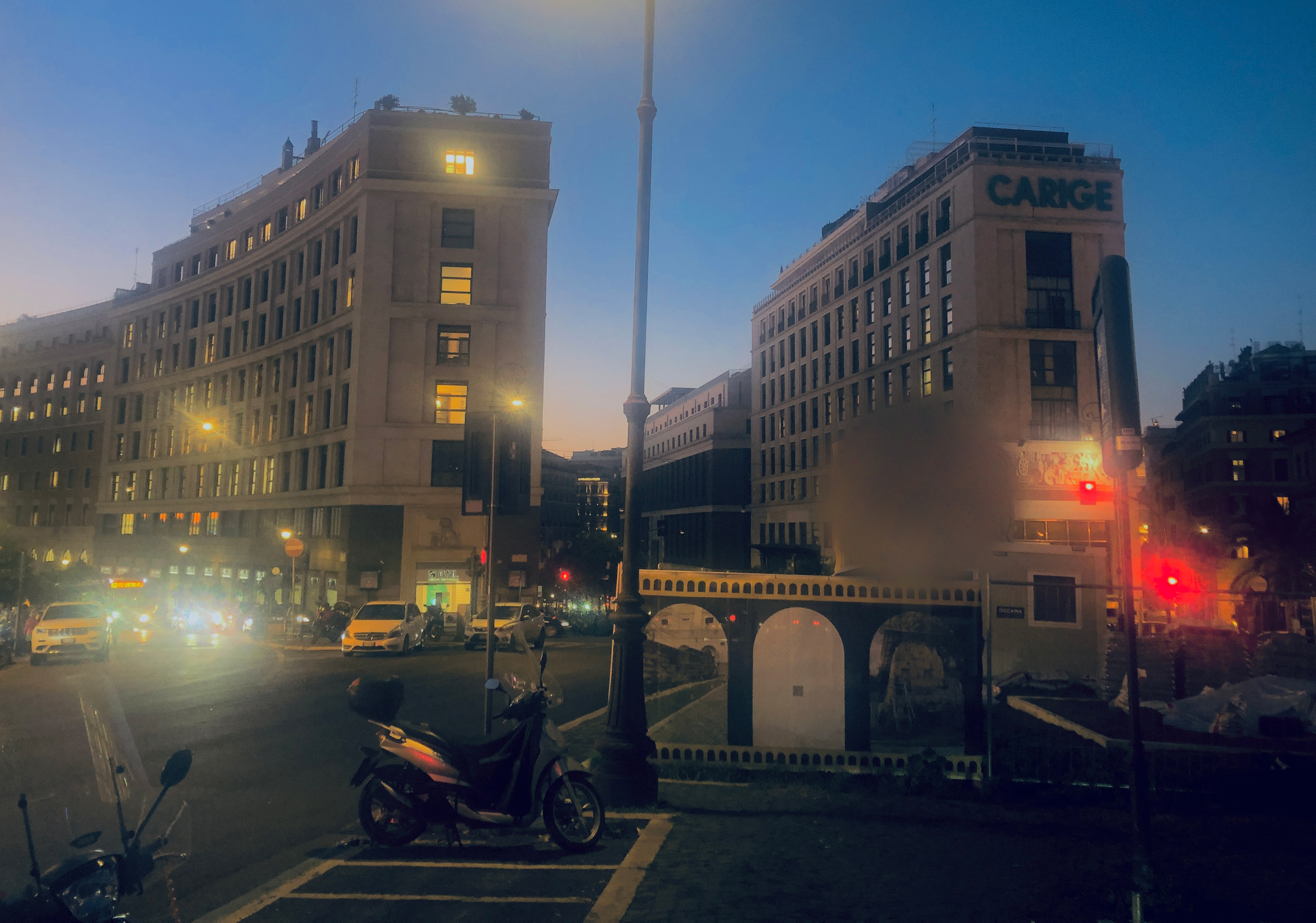
Largo Santa Susanna di sera, in direzione Via Bissolati.